# ستيفن إف. أوستين
ستيفن إف. أوستين (بالإنجليزية: Stephen F. Austin)‏ (و. 1793 – 1836 م) هو سياسي، ومالك عبيد ‏ من الولايات المتحدة، والمكسيك، وجمهورية تكساس، ولد في مقاطعة وايذ، توفي في ويست كولومبيا، تكساس، عن عمر يناهز 43 عاماً، بسبب ذات الرئة.

## التعليم
تعلم في جامعة ترانسيلفانيا.

## روابط خارجية
- ستيفن إف. أوستين على موقع الموسوعة البريطانية (الإنجليزية)
- ستيفن إف. أوستين على موقع إن إن دي بي (الإنجليزية)